# Vinton Cerf
Vinton «Vint» Gray Cerf (New Haven, Connecticut, 23 de junio de 1943) es un científico de la computación estadounidense, es considerado uno de los padres de Internet. Se graduó en matemáticas y ciencias de la computación en la Universidad de Stanford (1965). Durante su estancia posterior en la Universidad de California (UCLA) obtuvo una maestría en ciencias y el doctorado.

## Biografía
Cuando tenía 25 años trabajó en el motor de cohete F-1 que sirvió para propulsar el cohete Saturno V que viajó a la luna, y a principios de los años 70 comenzó a desarrollar con Robert Kahn un conjunto de protocolos de comunicaciones para la red militar, financiado por la agencia gubernamental DARPA. El objetivo era crear una «red de redes» que permitiera interconectar las distintas redes del Departamento de Defensa de los Estados Unidos, todas ellas de diferentes tipos y que funcionaban con diversos sistemas operativos, con independencia del tipo de conexión: radioenlaces, satélites y líneas telefónicas.
Las investigaciones, lideradas por Vinton Cerf, primero desde la Universidad de California (1967-1972) y posteriormente desde la Universidad de Stanford (1972-1976), llevaron al diseño del conjunto de protocolos que hoy son conocidos como TCP/IP (Transmission Control Protocol/Internet Protocol), que fue presentado por Vinton Cerf y Robert Kahn en 1972.
Entre 1976 y 1982, trabajando en DARPA, fue pionero en el desarrollo de la transmisión por radio y satélite de paquetes, responsable del proyecto Internet y del programa de investigación de seguridad en la red. Siempre preocupado por los problemas de conexión de redes, Cerf estableció en 1979 la Internet Configuration Control Board (que posteriormente se denominó Internet Activities Board), y fue su primer presidente.
Entre 1982 y 1986 diseñó el MCI MAIL, primer servicio comercial de correo electrónico que se conectaría a Internet.
En 1992 fue uno de los fundadores de la Internet Society y su primer presidente.
Vinton Cerf fue vicepresidente mundial y actualmente es Chief Internet Evangelist de Google. Es miembro del Consejo Asesor Internacional de Inteligencia Artificial del Gobierno de España.

## Premios y honores
- 2004, Premio Turing  (compartido con Robert Kahn)
- 2002, Premio Príncipe de Asturias de Investigación Científica y Técnica  (compartido con Lawrence Roberts, Robert Kahn y Tim Berners-Lee)
- 2008, Premio Japan Prize
- Doctor honoris causa por la Universidad Politécnica de Cartagena (España)
- Doctor honoris causa por la Universidad de Zaragoza (España)[2]
- Doctor honoris causa por la Universidad de las Islas Baleares (España)[3]
- Doctor honoris causa por la Universidad Rovira i Virgili (España)[4]
- Doctor honoris causa por la Universidad Politécnica de Madrid (España)[5]
- Doctor honoris causa por la Universidad Ramon Llull (España)
- 2015, Ciudadano Ilustre de Montevideo.[6]
- 2019, Premio Internacional Cataluña.[7]